# Adrian Hyland
Pour les articles homonymes, voir Hyland.
Adrian Hyland, né le 23 août 1954 à Melbourne, en Australie, est un écrivain australien, auteur de romans policiers.

## Biographie
Adrian Hyland fait des études à l'université de Melbourne. Il enseigne à l'université La Trobe.
En 2006, il publie son premier roman, Le Dernier Rêve de la colombe diamant (Diamond Dove), premier volume d'une série consacrée à Emily Tempest, jeune femme autochtone fille d'une mère autochtone et d'un père blanc, qui a étudié à l'université de Melbourne. Dans ce roman, elle est détective amateur. Dans le second, La Piste du feu (Gunshot Road), elle est employée comme policière communautaire autochtone. Avec Diamond Dove, Adrian Hyland remporte le prix Ned Kelly 2007 du meilleur premier roman.
En 2011, il fait paraître, Kinglake 350, qui raconte les expériences du Sergent Roger Wood, officier de police local, qui était en fonction à Kinglake le 7 février 2009 lors d'un gigantesque feu de brousse.

## Œuvre

### Romans

#### SérieEmily Tempest
- Diamond Dove (2006) (autre titre : Moonlight Downs) Publié en français sous le titre Le Dernier Rêve de la colombe diamant, Paris, 10-18, coll. « Domaine policier » no 4266, 2009  (ISBN 978-2-264-04775-5)
- Gunshot Road (2010) Publié en français sous le titre La Piste du feu, Paris, 10-18, coll. « Domaine policier » no 4597, 2009  (ISBN 978-2-264-04776-2)

#### Autre ouvrage
- Kinglake 350 (2011)

## Prix et distinctions

### Prix
- Prix Ned Kelly 2007 du meilleur premier roman pour Diamond Dove[1]

### Nominations
- Colin Roderick Award (en) 2010 pour Gunshot Road
- Prime Minister's Literary Awards (en) 2012 pour Kinglake 350
- The Age Book of the Year (en) 2012 pour Kinglake 350